# ジャコビニ流星群
ジャコビニ流星群（ジャコビニりゅうせいぐん、Giacobinids）は、10月8日から10月10日前後の、主として夕刻に見られる、突発的な流星群である。
国際天文学連合 (IAU) による公式名称は10月りゅう座流星群 (October Draconids)。母天体はジャコビニ・ツィナー彗星 (21P/Giacobini-Zinner)。IAUナンバーは9。

## 名称
母天体ジャコビニ・ツィナー彗星（旧ジャコビニ彗星）の名から、こう呼ばれていた。
2009年のIAU総会で、これまで定まっていなかった流星群の公式名称が一部定められた。流星群の名称には彗星名を使わないことも決定され、この流星群の名は「10月りゅう座流星群」(October Draconids) となった
。
「りゅう座ガンマ流星群」(gamma Draconids) と呼ばれることもある。

## 特徴
ジャコビニ・ツィナー彗星から、その軌道に沿って前後に最大20m/sで放出される流星物質が、肉眼で見える群流星の素になっているとされ、それに基づく出現予想もされている。
年により出現に大きな変化があり、ペルセウス座流星群やふたご座流星群のように、毎年必ず見られるわけではない。

## 各年の様子
1926年より前には、1911年頃の研究により専門家の間では出現の期待が有ったが明確な記録はなく、それ以後になってから、おそらく初めて出現した流星群である。
1926年に初めて活動が確認された後、1933年にヨーロッパで、1946年にアメリカで、いずれも現地の10月9日夕方以降に、顕著な流星雨として観測された。また1952年にはレーダーでのみ観測されている。
1972年には、母彗星の軌道と地球軌道がほぼ完全に交差し、かつそこを彗星が通過した後まもなく（約58日後）地球が通過したのにもかかわらず、条件の良い日本で流星雨が観測されず、これは当時大きな謎とされた。現在では、1957年はじめごろの木星との接近等により、たびたびその強い引力を受け、ダストトレイル（特にその後方部分）が、母彗星の軌道に沿った単純な分布ではなく、軌道内側に折りたたまれた形に急に変化したことが原因だったと考えられている。
1985年10月8日には日本でも日暮れ時の薄明かりの中、かなり活発な活動がとらえられ、1998年10月8日22時過ぎ（日本時間）を中心にした数時間、流星群が観測された。他にも弱いながら、活動が観察された年がある。
2005年10月9日未明1時10分頃（日本時間）を中心に、1953年の近日点通過時に放出されたダストトレイルが引き起こしたと見られる弱い活動が、中国とヨーロッパで観察された。2011年10月にはヨーロッパで多くの流星が観測されている。

## 文化的影響
1972年の大流星雨が予想された際には日本でも大きなブームとなり、その予想が外れたことは新聞やテレビといったマスコミに取り上げられ、予想を公開していた国立天文台にも批判がなされた。天文学者の渡部潤一はこの「予想が外れた」ジャコビニ流星群をきっかけに天文学に興味をもち大学で天文学を専攻、2012年には国立天文台にて副台長を務めた。
流星雨は観測されなかったものの、「ジャコビニ流星群」の名は広く知られることとなり、ジャコビニ流星群をモチーフとした曲として、松任谷由実の「ジャコビニ彗星の日」(1979年、アルバム「悲しいほどお天気」に収録)がある。他に、ワンフレーズではあるが、アンジーの「アストロボーイ、アストロガール」(1988年、アルバム「溢れる人々」に収録)がある。
漫画では、1972年から1976年にかけて連載された少年漫画「アストロ球団」に、「ジャコビニ流星打法」という必殺技が登場する。
また、1986年に製作された「プロジェクトA子」には「暗黒ジャコビニ流星ラッシュ」、1988年に製作された「トップをねらえ!」には「ジャコビニ流星アタック」なる技が登場する。直接には上述の「ジャコビニ流星打法」のパロディだが、1985年の大接近で当時この名が広く知られていたことも命名の一因であると推測される。